# S’-ma Siang-žu
S’-ma Siang-žu (čínsky pchin-jinem Sīmǎ Xiāngrú, znaky zjednodušené 司马相如, tradiční 司馬相如; 179 př. n. l. – 117 př. n. l.), zdvořilostní jméno Čchang-čching (čínsky pchin-jinem Chángqīng, znaky zjednodušené 长卿, tradiční 長卿), vlastní jméno S’-ma Čchüan-c’ (čínsky pchin-jinem Sīmǎ Quǎnzǐ, znaky zjednodušené 司马犬子, tradiční 司馬犬子) byl čínský učenec a básník chanského období.

## Život
S’-ma Siang-žu se narodil roku 179 př. n. l., pocházel ze zchudlé aristokratické rodiny z Čcheng-tu, měl kvalitní vzdělání. Za císaře Ťinga (vládl 157–141 př. n. l.) sloužil u dvora. Předvedl některé své popisné básně fu, nicméně císař nemiloval tento žánr a odvolal ho. S’-ma Siang-žu se uchýlil ke knížeti Liang, u něhož sloužili jeho přátelé. Po smrti knížete se vrátil do rodného S’-čchuanu, oženil se s dcerou obchodníka a živil se obchodem s vínem v Lin-čchiungu (臨邛).
Císař Wu (vládl 141–87 př. n. l.) básně S’-ma Siang-žua obdivoval a tak ho povolal ke dvoru a jmenoval jedním z císařských družiníků lang (郎), později jejich náčelníkem (čung-lang-ťiang, 中郎將). Byl vyslán do jihozápadní Číny uspořádat tamní poměry, po návratu obviněn z braní úplatků a odvolán. Později ho císař opět povolal ke dvoru, ale nemocný básník už nepřevzal funkci a roku 117 př. n. l. zemřel, pravděpodobně na cukrovku.
Jako básník se proslavil popisnými básněmi fu, z nichž šest se zachovalo.